# Pseudolepis
Pseudolepis is een geslacht van kevers uit de familie bladkevers (Chrysomelidae).
De wetenschappelijke naam van het geslacht werd in 2001 gepubliceerd door Medvedev & Zoia.

## Soorten
- Pseudolepis squamosa Medvedev & Zoia, 2001